# バリ州
バリ州（バリしゅう、インドネシア語: Bali、バリ語: ᬩᬮᬶ）は、インドネシア共和国の第一級地方自治体(Daerah Tingkat I)であり、バリ島とその周辺の小島（ペニダ島、レンボンガン島、チュニガン島、スラガン島、ムンジャガン島）からなる。州都はデンパサール。

## 歴史
本節では、インドネシア共和国バリ州の政治・行政史について概観する。バリ島全体の歴史については、バリ島#歴史を参照のこと。

### 小スンダ州の設置
バリ島は、第二次世界大戦中に日本軍政下に置かれていたが、1944年の小磯声明によってインドネシア独立が許容されると独立の気運が高まり、1945年7月に「小スンダ建国同志会」が結成され、イ・グスティ・クトット・プジャが代表に就いた。その後、終戦後の8月17日、スカルノがインドネシア共和国の独立を宣言すると、バリ島は「小スンダ州」とされ、プジャが初代知事に任命され、北部のシガラジャが州都とされた。

### インドネシア独立とバリ州の誕生
しかし、その後、オランダの再上陸により、上記の試みは失敗に終わり、1946年12月、バリは親オランダの東インドネシア国に帰属する自治地域として宣言され、旧体制を利用したオランダによる間接統治が敷かれることになった。しかし、激しい抗争の後、1949年12月にインドネシア共和国が独立すると、翌1950年にこれに加わり、バリ州として位置づけられることになった。州都はデンパサールに移され、アナック・アグン・バグス・ステジャが初代知事に就任した。

## 行政区画

### カブパテン

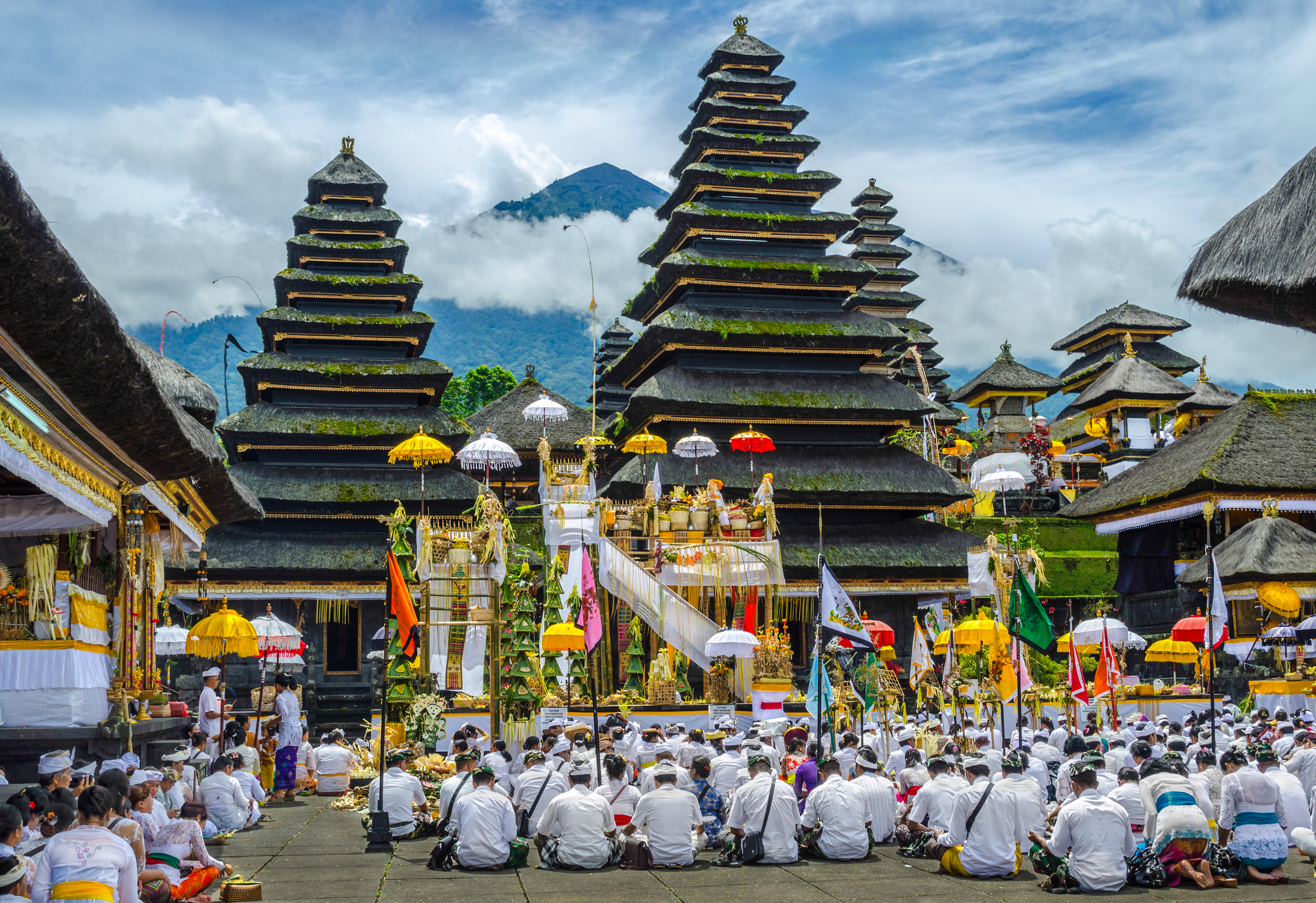
バリ島のヒンズー教の宗教行列

バリ州は、以下のカブパテン（県）と呼ばれる第二級地方自治体（Daerah Tingkat II）で構成される。
1. バドゥン県 Kabupaten Badung
2. バンリ県 Kabupaten Bangli
3. ブレレン県 Kabupaten Buleleng
4. デンパサール市 Kabupaten Denpasar
5. ギャニャール県 Kabupaten Gianyar
6. ジュンブラナ県 Kabupaten Jembrana
7. カランガスム県 Kabupaten Karangasem
8. クルンクン県 Kabupaten Klungkung
9. タバナン県 Kabupaten Tabanan

### クチャマタン、デサ、バンジャール
2004年時点では、さらに、8つのクチャマタン（郡）、695のデサ（クルラハン）、4,281のドゥスン（バンジャール）に下位区分されている。

## 歴代知事
| No.         | 在任期間                              | 名前                               | 備考                                        |
| ----------- | ------------------------------------- | ---------------------------------- | ------------------------------------------- |
| 初代        | 1950 - 1958年                         | アナック・アグン・バグス・ステジャ |                                             |
| 2代         | 1958 - 1959年                         | イ・グスティ・バグス・オカ         |                                             |
| 初代、2回目 | 1959 - 1965年                         | アナック・アグン・バグス・ステジャ |                                             |
| 3代         | 1965 - 1967年                         | イ・グスティ・プトゥ・マルタ       |                                             |
| 4代         | 1967 - 1978年                         | スカルメン                         |                                             |
| 5代         | 1978 - 1988年（2期）                  | イダ・バグス・マントラ             |                                             |
| 6代         | 1988 - 1998年（2期）                  | イダ・バグス・オカ                 |                                             |
| 7代         | 1998 - 2008年（2期）                  | デワ・マデ・ブラタ                 |                                             |
| 8代         | 2008 - 2018年（2期）                  | イ・マデ・マンク・パスティカ       | バリ島爆弾テロ事件 (2002年)を捜査した警察官 |
| 9代         | 2018年（8月29日 - 9月5日の8日間のみ） | ハムダニ                           | 歴上最短。9代目に認定するか議論あり         |
| 10代        | 2018年9月5日 -                        | イ・ワヤン・コステル               |                                             |